# Communauté de communes Gally Mauldre
Die Communauté de communes Gally Mauldre ist ein französischer Gemeindeverband mit der Rechtsform einer Communauté de communes im Département Yvelines in der Region Île-de-France. Der Gemeindeverband wurde am 29. Juni 2012 gegründet und umfasst elf Gemeinden. Der Verwaltungssitz befindet sich im Ort Maule.

## Mitgliedsgemeinden
| Gemeinde                             | Einwohner 1. Januar 2022 | Fläche km² | Dichte Einw./km² | Code INSEE | Postleitzahl |
| ------------------------------------ | ------------------------ | ---------- | ---------------- | ---------- | ------------ |
| Andelu                               | 527                      | 3,96       | 133              | 78013      | 78770        |
| Bazemont                             | 1.712                    | 6,59       | 260              | 78049      | 78580        |
| Chavenay                             | 1.741                    | 6,03       | 289              | 78152      | 78450        |
| Crespières                           | 1.717                    | 14,91      | 115              | 78189      | 78121        |
| Davron                               | 282                      | 5,95       | 47               | 78196      | 78810        |
| Feucherolles                         | 3.038                    | 12,85      | 236              | 78233      | 78810        |
| Herbeville                           | 232                      | 6,40       | 36               | 78305      | 78580        |
| Mareil-sur-Mauldre                   | 1.743                    | 4,33       | 403              | 78368      | 78124        |
| Maule                                | 6.100                    | 17,30      | 353              | 78380      | 78580        |
| Montainville                         | 560                      | 4,79       | 117              | 78415      | 78124        |
| Saint-Nom-la-Bretèche                | 4.877                    | 11,74      | 415              | 78571      | 78860        |
| Communauté de communes Gally Mauldre | 22.529                   | 94,85      | 238              | –          | –            |